# Metachrostis melasema
Metachrostis melasema is een vlinder uit de familie van de spinneruilen (Erebidae). De wetenschappelijke naam van deze soort is voor het eerst voorgesteld als Eublemma melasema door George Francis Hampson in een publicatie uit 1918.
De soort komt voor in tropisch Afrika waaronder Senegal, Burkina Faso, Nigeria, Congo-Kinshasa en Tanzania.